# Isaac Hlatshwayo
Isaac Hlatshwayo (ur. 4 października 1977 w Shisasi) – południowoafrykański bokser, były zawodowy mistrz świata organizacji IBF w kategorii półśredniej (do 147 funtów).
Karierę zawodową rozpoczął w 2000 roku. Do końca 2006 roku stoczył dwadzieścia dwie zwycięskie walki, pokonał między innymi przyszłego dwukrotnego mistrza świata IBF w kategorii junior lekkiej, Cassiusa Baloyi. W 2006 roku najpierw pokonał Aldo Nazareno Riosa, a następnie w kwietniu w pojedynku eliminacyjnym IBF zwyciężył niejednogłośnie na punkty Nate'a Campbella. W listopadzie 2006 roku doznał pierwszej porażki w karierze, przegrywając na punkty z Kendallem Holtem. Hlatshwayo w rundach 9, 11 i 12 leżał na deskach.
Po tej porażce stoczył trzy kolejne zwycięskie pojedynki, a następnie 17 listopada 2008 roku zmierzył się z Delvinem Rodriguezem w pojedynku eliminacyjnym IBF. Pojedynek zakończył się remisem, a Hlatshwayo w dziewiątej rundzie był liczony. Tuż po walce ogłoszono zwycięstwo południowoafrykańskiego boksera, jednak po ponownym przeliczeniu punktów na kartach sędziowskich poprawiono wynik i ogłoszono remis. 1 sierpnia 2009 roku doszło do walki rewanżowej obu pięściarzy, a stawką pojedynku był tym razem wakujący tytuł mistrza świata IBF. Walkę wygrał niejednogłośnie na punkty Hlatshwayo.
Tytuł mistrza świata stracił już w następnej walce, przegrywając przez techniczny nokaut w trzeciej rundzie ze Słoweńcem Janem Zaveckiem. Hlatshwayo był trzykrotnie liczony (jeden raz w drugiej rundzie i dwukrotnie w trzeciej).
W 2013 zakończył karierę zawodowego pięściarza. 